# Mallonia
Mallonia – rodzaj chrząszczy z rodziny kózkowatych i podrodziny zgrzypikowych.

## Zasięg występowania
Przedstawiciele tego rodzaju występują w Afryce Subsaharyjskiej od Gwinei i Somalii na północy po RPA na południu.

## Systematyka
Do Mallonia należy 7 gatunków:
- Mallonia albosignata
- Mallonia australis
- Mallonia barbicornis
- Mallonia granulata
- Mallonia orientalis
- Mallonia patricii
- Mallonia pauper